# Euryestola murupe
Euryestola murupe là một loài bọ cánh cứng trong họ Cerambycidae.